# Volokolamskaja (stanice metra v Moskvě)
Volokolamskaja (rusky Волоколамская) je stanice Arbatsko-Pokrovské trasy moskevského metra.
Výstavba byla zahájena roku 1990, ale následně byla z finančních důvodů přerušena, do provozu byla uvedena 26. 12. 2009.

## Charakter stanice
Ve stanici Volokolamskaja byly použity novější technologické postupy, díky nimž bylo možné dosáhnout větších rozestupů sloupů a vyšší klenby. Stanice tak působí velmi prostorně, i když je rozdělena do 3 lodí.
Stěny a pilíře jsou obloženy černým mramorem.